# Perfect Dark (Nintendo 64)
Perfect Dark — видеоигра в жанре шутера от первого лица, разработанная компанией Rare и изданная Nintendo в 2000 году для консоли Nintendo 64. Считается духовным преемником вышедшей ранее игры GoldenEye 007 того же разработчика. Perfect Dark была выпущена в Северной Америке 22 мая 2000 года; PAL и NTSC-J-релизы появились вскоре после этого. Версия для консоли Game Boy Color, также под названием Perfect Dark, была выпущена в августе 2000 года в качестве дополнения к игре.
Игра имеет однопользовательский режим и состоит из 17 основных миссий, в которых игрок берёт на себя роль Джоанны Дарк, агента Каррингтонского института (англ. Carrington Institute), пытающейся остановить заговор конкурентов из корпорации dataDyne. Также есть целый ряд вариантов многопользовательского режима, в том числе кооперативный режим и традиционный Deathmatch. С технической точки зрения Perfect Dark была одной из самых современных игр, разработанных для Nintendo 64, с высоким разрешением, поддержкой широкоэкранного режима и Dolby Surround Sound.
Perfect Dark разрабатывалась в течение трёх лет и использует модернизированную версию движка GoldenEye 007. Игра получила признание критиков, заслужив высокие оценки у многих изданий, и коммерческий успех, продажи по всему миру превысили три миллиона единиц. Критики высоко оценили её широко настраиваемые многопользовательские режимы и ценность переигровки, но критиковали противоречивую частоту кадров. Успех игры привёл к разработке целой серии игр Perfect Dark, которая включает в себя приквел 2005 года Perfect Dark Zero и другие виды товаров, в том числе романы и комиксы. Ремейк, также под названием Perfect Dark, с улучшенной графикой и онлайн-мультиплеером, был выпущен исключительно как игра Xbox Live Arcade для Xbox 360 в 2010 году.

## Отзывы
| Сводный рейтинг | Сводный рейтинг | Сводный рейтинг |
| Издание         | Оценка          | Оценка          |
| Издание         | N64             | Xbox 360        |
| --------------- | --------------- | --------------- |
| GameRankings    | 94,55 %         | 79,03 %         |
| Metacritic      | 97/100          | N/A             |